# Kavád II.
Kavád II., zvaný Šéróé (v pahlavském písmu:; persky قباد), byl perský velkokrál z rodu Sásánovců panující krátce roku 628, pravděpodobně šest až sedm měsíců, od února do září. Jeho vládou začala v sásánovské Persii epocha úpadku, dovršená pádem říše i dynastie ve třicátých a čtyřicátých letech 7. století (viz Islámská expanze).

## Původ
Kavád byl synem krále Husrava II. a jeho křesťanské manželky Marie, kterou některé prameny označují za dceru byzantského císaře Maurikia. Přestože byl nejstarším Husravovým synem, neměl vládu zdaleka jistou, neboť král favorizoval svého mladšího syna Mardánšáha z manželství se Širín, jež byla rovněž křesťankou, ale arménského původu. Kaváda to přivedlo do řad spiklenců proti otci, oslabenému porážkami ve válce s Byzancí, a v únoru 628 nakonec na perský trůn.

## Vláda
Po převzetí moci dal Kavád v prvé řadě zavraždit svého otce i bratry a ihned zahájil vyjednávání o míru s byzantským císařem Herakleiem. Situace sásánovské říše byla v důsledku vojenského debaklu katastrofální, během Kavádovy vlády se však podařilo uzavřít jen předběžný mír – definitivní dohodl vojevůdce Šahrvaráz až v červenci 629. Uvnitř královské rodiny panoval od Husravovy násilné smrti nesoulad a napětí, což později zavdalo podnět ke spekulacím, že královna Širín Kaváda otrávila.
V létě roku 628 odcestoval Kavád II. do médského Holvánu, kde králové v horkém období přebývali, na místo už ale živý nedorazil. Zemřel pravděpodobně v Dastagerdu (nejspíš na mor), a před smrtí ještě stihl určit císaře Herakleia za poručníka svého nezletilého syna Ardašíra. Ten poté nastoupil na perský trůn.